# Walter Menzel
Walter Menzel (* 13. September 1901 in Berlin; † 24. September 1963 in Bad Harzburg) war ein deutscher Politiker der SPD. Er war Mitglied des Parlamentarischen Rates und ist damit einer der „Väter“ des Grundgesetzes.

## Leben und Beruf
Nach dem Besuch der Oberrealschule studierte Menzel von 1920 bis 1923 in Berlin und Freiburg im Breisgau Rechts- und Staatswissenschaften. Nach dem Referendarexamen im Jahr 1923 in Berlin wurde er 1925 an der Universität Breslau zum Doktor der Rechte promoviert. 1927 legte er die Große Juristische Staatsprüfung ab und arbeitete anschließend ein Jahr als Amtsrichter in Potsdam. Nach einer Tätigkeit als Finanzrat im Preußischen Finanzministerium wurde er 1931 zum Landrat des Oberlahnkreises ernannt. Menzel war mit damals 30 Jahren der jüngste Landrat des Freistaates Preußen.
Nach der Machtübernahme der Nationalsozialisten wurde er entlassen und nach einem Jahr der Arbeitslosigkeit im Jahr 1934 als Rechtsanwalt in Berlin zugelassen. Er verwaltete – soweit möglich – treuhänderisch das Vermögen emigrierter jüdischer Mandanten; 1937 besuchte er während einer Reise in die USA emigrierte Freunde und Bekannte. Er verteidigte Verfolgte und Personen, die im Widerstand waren, u. a. Elisabeth Pungs und den Architekten Hugo Häring im Rahmen der Schwierigkeiten um die private Kunstschule "Kunst und Werk". Nach 1945 war er auch Notar. 1946 wechselte er zum Oberpräsidium der Provinz Westfalen, wo er das Generalreferat für Innere und Allgemeine Verwaltung leitete. Später war er stellvertretender Aufsichtsratsvorsitzender der Klöckner-Werke und Geschäftsführer des Arbeitsausschusses „Kampf dem Atomtod“.
Menzel war mit einer Tochter des früheren preußischen Innenministers Carl Severing verheiratet. Er wurde mit dem Großen Verdienstkreuz mit Stern des Bundesverdienstkreuzes ausgezeichnet.

## Partei
Menzel trat 1919 der Sozialistischen Arbeiterjugend und zwei Jahre später der SPD bei. Er gehörte auch dem Reichsbanner Schwarz-Rot-Gold und dem Sozialistischen Juristenbund an. 1946 wurde er in den SPD-Parteivorstand gewählt und gehörte 1959 der Programmkommission für das Godesberger Programm an.

## Abgeordneter
Menzel war von 1947 bis 1954 Landtagsabgeordneter in Nordrhein-Westfalen. Dem Zonenbeirat der der britischen Zone gehörte er 1947/48 an, dem Parlamentarischen Rat 1948/49. In Letzterem war er stellvertretender SPD-Fraktionsvorsitzender.
Menzel war Mitglied des Deutschen Bundestages, seit dessen erster Wahl 1949 bis zu seinem Tode 1963. Im Jahre 1949 gelangte er über die Landesliste der SPD ins Parlament, danach war er in zwei Legislaturperioden direkt gewählter Abgeordneter des Wahlkreises Dortmund I, 1961. Schließlich wurde er wieder über die Landesliste der SPD in den Bundestag gewählt. Vom 15. Februar 1951 bis 1957 war er Vorsitzender des Bundestagsausschusses zum Schutz der Verfassung, vom 7. November 1951 bis 1953 auch des Parlamentarischen Untersuchungsausschusses betreffend Dokumentendiebstahl im Bundeskanzleramt. Vom 7. Oktober 1952 bis 1961 war er parlamentarischer Geschäftsführer der SPD-Bundestagsfraktion.

## Öffentliche Ämter
Menzel war vom 29. August 1946 bis zum 1. August 1950 Innenminister und stellvertretender Ministerpräsident von Nordrhein-Westfalen.

## Veröffentlichungen
- Der Aufbau der deutschen Republik, Phönix-Verlag, Minden 1946.
- Die politische und staatliche Ordnung der Bundesrepublik Deutschland. In: Hermann Wandersleb (Hrsg.), Recht, Staat, Wirtschaft, Stuttgart, Köln, 1950, Band 2, Seiten 122 bis 130.
- Grundgesetz und Verfassungswirklichkeit. In: Deutsches Verwaltungsblatt, 1959, Heft 10, Seiten 346 bis 354.
- Parliamentary Politics in the Federal Republic of Germany. In: Parliamentary Affairs, Volume 13, Number 4, Seiten 509 bis 519.